# Dirty Hits
Dirty Hits è un album discografico di raccolta del gruppo musicale rock britannico Primal Scream, pubblicato nel 2003.

## Tracce
1. Loaded (Edit) – 4:34
2. Movin' on Up – 3:44
3. Come Together (Edit) – 4:53
4. Higher Than the Sun – 3:37
5. Rocks – 3:35
6. Jailbird – 3:35
7. (I'm Gonna) Cry Myself Blind – 4:26
8. Burning Wheel (Edit) – 4:34
9. Kowalski (Edit) – 4:31
10. Long Life – 3:49
11. Swastika Eyes – 3:52
12. Kill All Hippies – 4:07
13. Accelerator – 3:38
14. Shoot Speed/Kill Light – 5:15
15. Miss Lucifer – 2:28
16. Deep Hit of Morning Sun – 3:45
17. Some Velvet Morning (feat. Kate Moss) (new version) – 3:50
18. Autobahn 66 – 6:16

Disco bonus
1. Come Together (Hypnotone Brain Machine Mix) – 5:17
2. Higher Than The Sun (The Orb Extended Mix) – 5:00
3. Loaded (Terry Farley Remix) – 5:59
4. Rocks (Jimmy Miller Mix) – 3:42
5. Jailbird (Sweeney 2 Sabres of Paradise Remix) – 5:46
6. Kowalski (Automator Mix) – 5:12
7. Living Dub (Long Life Adrian Sherwood Remix) – 5:31
8. Stuka (Two Lone Swordsmen Mix) – 10:14
9. Swastika Eyes (Chemical Brothers Mix UK Edit) – 3:55
10. Exterminator (Massive Attack Remix) – 5:08
11. Miss Lucifer (Bone to Bone Alec Empire Remix) – 3:23
12. Some Velvet Morning (Two Lone Swordsmen Alternative Mix) – 6:54
13. Autobahn 66 (Alter Ego Remix) – 6:41